# Епідавр Іллірійський

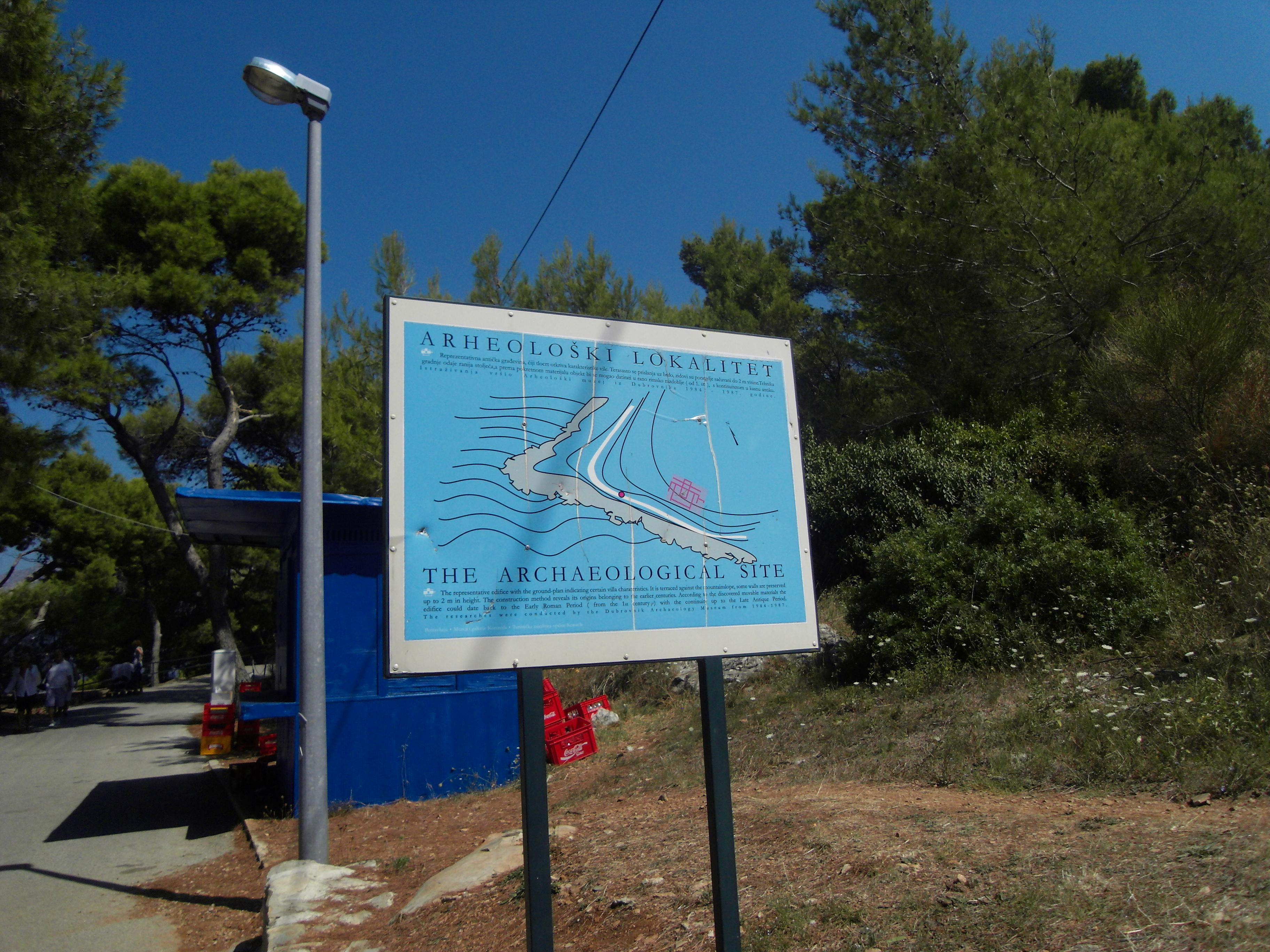
Одна з археологічних…

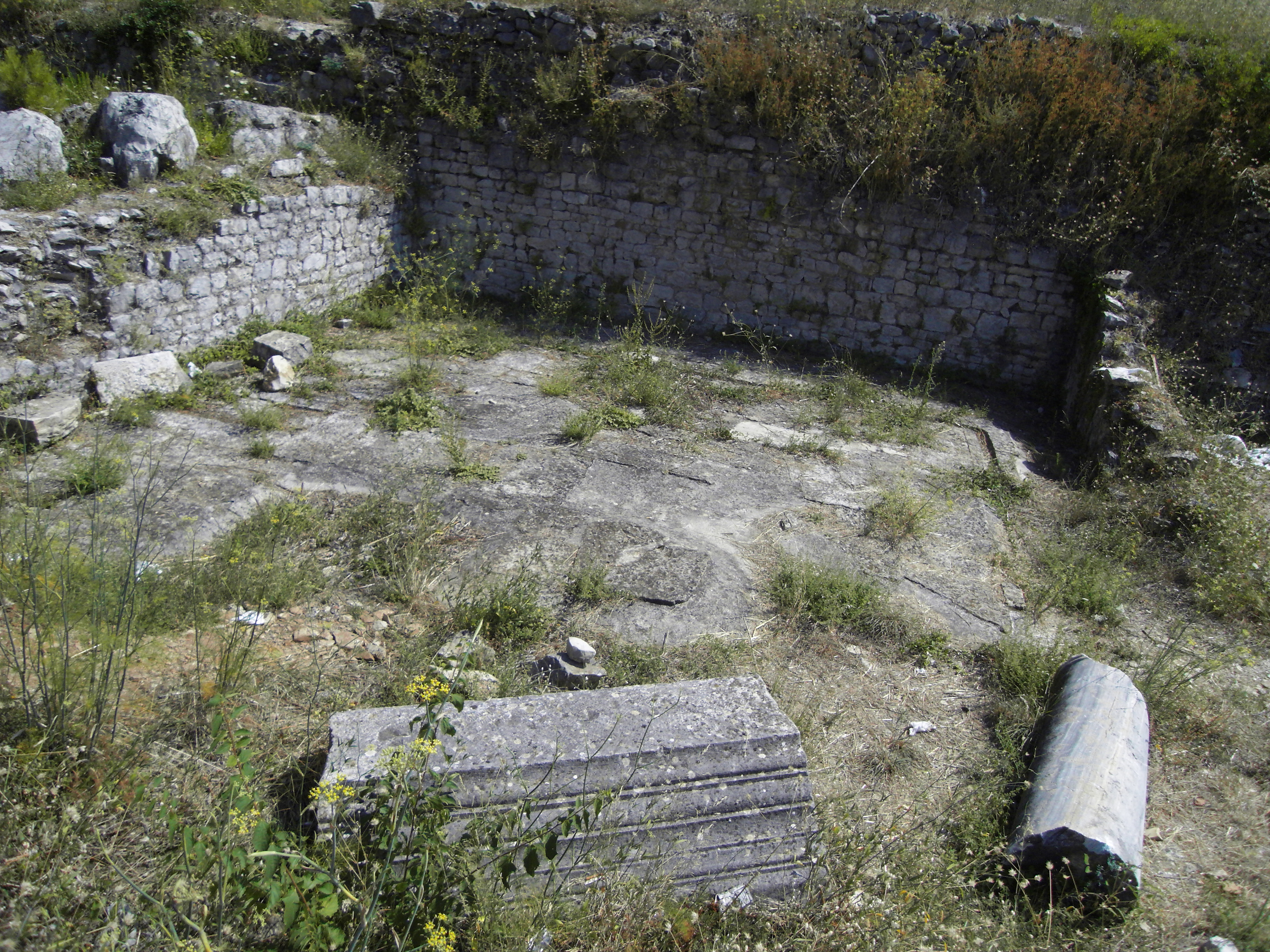
…ділянок в сучасному Цавтаті

42°34′56″ пн. ш. 18°13′03″ сх. д. / 42.5822° пн. ш. 18.21753° сх. д.
Епідавр Іллірійський — давньогрецька колонія в Далмації на території сучасної Хорватії.

## Історія
Епідавр Іллірійський заснований приблизно в 6 столітті до н. е. В римську добу 228 до н. е. назву міста змінили на латинізовану, і воно було відоме як Епідаврум.
Зруйнували Епідаврум авари і слов'янські загарбники в 7 столітті. Біженці з Епідавра втекли до Рагузи — теперішнє місто Дубровник.
Відомо, що іллірійці називали місто Заптал. В середні віки на території давнього зруйнованого Епідавра виникло місто Цавтат (Рагуза-Vecchia), яке існує донині. Кілька археологічних ділянок ранньої римської доби в Цавтаті охороняються державою, тривають розкопки.